# إدوارد دافيلد نيل
إدوارد دافيلد نيل (بالإنجليزية: Edward Duffield Neill)‏ هو مؤرخ ودبلوماسي أمريكي، ولد في 1823، وتوفي في 1893.